# Сверчково (Ильинский район)
Сверчково — деревня в Ильинском районе Ивановской области. Входит в состав Аньковского сельского поселения.

## География
Находится в западной части Ивановской области на расстоянии приблизительно 15 км на юго-восток по прямой от районного центра села Ильинское-Хованское.

## История
Нанесена была на карту еще 1808 года. В 1859 году здесь (тогда деревня в составе Юрьевского уезда Владимирской губернии) было учтено 18 дворов.

## Население
Постоянное население составляло 123 человека (1859 год), 34 в 2002 году (русские 94 %), 35 в 2010.